# Конгенс Нюторв (станция метро)
Конгс Нютёр (дословный перевод Королевская Новая Площадь) — это станция Копенгагенского метрополитена. Расположена в тарифной зоне 1. В 2011-2019 гг. находилась в стадии реконструкции, но по-прежнему работала на вход и выход для пассажиров. На станции установлены платформенные раздвижные двери. Расположена между станциями Кристиансхаун и Нёррепорт.
Конгс Нютёр открыта в составе первого участка Линии M2.